# Louis Lavelle
Louis Lavelle (Saint-Martin-de-Villeréal, 15 luglio 1883 – Parranquet, 1º settembre 1951) è stato un filosofo francese.

## Biografia
La filosofia di Lavelle, cattolico, rientra insieme a quella del suo contemporaneo René Le Senne nel movimento della "filosofia dello spirito", che inquadra i problemi dell'esistenza nelle strutture di un'ontologia razionale.

## Opere principali
- Dell'essere (1928)
- La coscienza di sé (1933)
- La presenza totale (1934)
- L'io e il suo destino (1936)
- Dell'atto (1937)
- La parola e la scrittura (1942)
- Del tempo e dell'eternità (1945)
- Introduzione all'ontologia (1947)
- Trattato dei valori (1951).